# Wolfgang Jung (Friedensaktivist)
Wolfgang Jung (* 1938 in Miesenbach; † 21. Juni 2024 in Kaiserslautern) war ein deutscher Friedensaktivist. Er galt als „eine Galionsfigur der Friedensbewegung“ in der Pfalz gegen den Standort Ramstein Air Base der US-amerikanischen Luftwaffe.

## Leben
Jung stammte aus Miesenbach, einem Stadtteil von Ramstein-Miesenbach in Rheinland-Pfalz. Er arbeitete seit 1969 als Lehrer an der Lauterer Goetheschule. Als DKP-Mitglied und gemeinsam mit seiner späteren Frau und Kollegin Fee Strieffler engagierte er sich seit den 1970er Jahren gegen die Stationierung von US-amerikanischen Atomwaffen, trotz jahrelanger beamtenrechtlicher Disziplinarverfahren in dem damals konservativ regierten Rheinland-Pfalz.
Auf seiner Website Luftpost – Friedenspolitische Mitteilungen aus der US-Militärregion Kaiserslautern/Ramstein informierte er über die Ramstein Air Base. Gemeinsam mit Fee Strieffler gab er die „Friedenspolitischen Mitteilungen aus der US-Militärregion Kaiserslautern/Ramstein“ heraus.
Jung wurde überregional bekannt durch seine Klage gegen die Bundesrepublik Deutschland wegen der seiner Ansicht nach verfassungs- und völkerrechtswidrigen Nutzung der Ramstein Air Base. Insbesondere der Einsatz von US-amerikanischen Kampfdrohnen von Ramstein aus verletze das Völkerrecht und müsse deshalb von der Bundesrepublik überwacht werden. Für den Fall, dass die US-amerikanische Regierung eine solche Überwachung versagen würde, sollten die USA den Flughafen nicht mehr für Drohneneinsätze nutzen dürfen. Die Klage scheiterte vor dem Bundesverwaltungsgericht im Jahr 2016, weil dem Kläger die nötige Klagebefugnis fehle, um völkerrechtliche Verstöße zu rügen; das könnten nur die unmittelbar von den Angriffen Betroffenen, gegen die sich die Kriegführung richte. Auch aus der erhöhten Gefahr durch terroristische Angriffe auf den Flughafen folge keine grundrechtliche Abwehrpflicht des deutschen Staates. Ein Grundrechtseingriff zulasten des Klägers sei der beklagten Bundesrepublik Deutschland nicht zuzurechnen. Auch aus dem völkerrechtlichen Gewaltverbot folge – entgegen der Auffassung der Literatur – nichts anderes. Auch eine Richtervorlage zum Bundesverfassungsgericht lehnte das Bundesverwaltungsgericht ab. Daneben gab es seinerzeit eine Reihe weiterer Verfahren gegen die Kriegführung mit Kampfdrohnen von deutschem Boden aus und eine umfangreiche Diskussion um die insoweit aufgeworfenen Rechtsfragen.
Wolfgang Jung starb nach langer Krankheit  im Jahr 2024 in seinem Haus in Kaiserslautern.